# 锡默灵

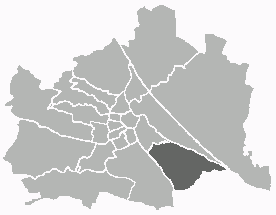
锡默灵区所在位置

锡默灵（11. Bezirk, Simmering）为奥地利维也纳的第11区，成立于1892年。该区位于维也纳东南部。总面积23.23 km2，总人口91,606，人口密度3,900人/km2。
锡默灵地区有迹可寻的人类活动历史可以追溯到1028年。